# 4e législature de la Saskatchewan
La 4e législature de la Saskatchewan est élue lors des élections générales de juillet 1917. L'Assemblée siège du 13 novembre 1917 au 16 mai 1921. Le parti libéral est au pouvoir avec William Melville Martin à titre de premier ministre et l'opposition officielle est assumée par le parti conservateur de Donald Maclean (en), Wellington Willoughby (en) ayant démissionné peu après les élections.
Robert Menzies Mitchell (en) sert comme président de l'Assemblée jusqu'en mai 1919. George Adam Scott le remplace comme président.

## Membres du parlement
Les membres du parlement suivants sont élus à la suite de l'élection de 1917:
|  | Circonscription électorale | Membre                             | Parti                       |
|  | -------------------------- | ---------------------------------- | --------------------------- |
|  | Arm River                  | George Adam Scott                  | Libéral                     |
|  | Bengough                   | Thomas Evan Gamble                 | Libéral                     |
|  | Biggar                     | George Hamilton Harris             | Libéral                     |
|  | Cannington                 | John Duncan Stewart                | Libéral                     |
|  | Canora                     | H.P. Albert Hermanson              | Libéral                     |
|  | Cumberland                 | Deakin Alexander Hall              | Libéral                     |
|  | Cut Knife                  | William Hamilton Dodds             | Libéral                     |
|  | Cypress                    | Isaac Stirling                     | Libéral                     |
|  | Elrose                     | Archibald Peter McNab              | Libéral                     |
|  | Estevan                    | George Alexander Bell              | Libéral                     |
|  | Francis                    | Walter George Robinson             | Libéral                     |
|  | Hanley                     | Macbeth Malcolm                    | Libéral                     |
|  | Happyland                  | Stephen Morrey                     | Libéral                     |
|  | Humboldt                   | William Ferdinand Alphonse Turgeon | Libéral                     |
|  | Île-à-la-Crosse            | Joseph Octave Nolin                | Libéral                     |
|  | Jack Fish Lake             | Donald M. Finlayson                | Libéral                     |
|  | Kerrobert                  | John Albert Dowd                   | Libéral                     |
|  | Kindersley                 | William Richard Motherwell         | Libéral                     |
|  | Kinistino                  | John Richard Parish Taylor         | Libéral                     |
|  | Last Mountain              | Samuel John Latta                  | Libéral                     |
|  | Lloydminster               | Robert James Gordon                | Libéral                     |
|  | Lumsden                    | William John Vancise               | Libéral                     |
|  | Maple Creek                | Alexander John Colquhoun           | Libéral                     |
|  | Melfort                    | George Balfour Johnston            | Libéral                     |
|  | Milestone                  | Bernard Larson                     | Libéral                     |
|  | Moose Jaw City             | Wellington Bartley Willoughby      | Conservateur                |
|  | Moose Jaw County           | Charles Avery Dunning              | Libéral                     |
|  | Moose Mountain             | Robert Armstrong Magee             | Libéral                     |
|  | Moosomin                   | John Louis Salkeld                 | Conservateur                |
|  | Morse                      | Malcolm L. Leitch                  | Libéral                     |
|  | North Qu'Appelle           | James Garfield Gardiner            | Libéral                     |
|  | Notukeu                    | George Spence                      | Libéral                     |
|  | Pelly                      | Magnus O. Ramsland                 | Libéral                     |
|  | Pheasant Hills             | James Arthur Smith                 | Libéral                     |
|  | Pipestone                  | Richard James Phin                 | Libéral                     |
|  | Prince Albert              | Charles M. McDonald                | Libéral                     |
|  | Redberry                   | George Langley                     | Libéral                     |
|  | Regina City                | William Melville Martin            | Libéral                     |
|  | Rosetown                   | William Thompson Badger            | Conservateur                |
|  | Rosthern                   | William Benjamin Bashford          | Libéral                     |
|  | Saltcoats                  | James Alexander Calder             | Libéral                     |
|  | Saskatoon City             | Donald Maclean                     | Conservateur                |
|  | Saskatoon County           | Murdo Cameron                      | Libéral                     |
|  | Shellbrook                 | Edgar Sidney Clinch                | Libéral                     |
|  | Souris                     | William Oliver Fraser              | Conservateur                |
|  | South Qu'Appelle           | Joseph Glenn                       | Conservateur                |
|  | Swift Current              | David John Sykes                   | Independent                 |
|  | The Battlefords            | Allan Demetrius Pickel             | Libéral                     |
|  | Thunder Creek              | Andrew Dunn Gallaugher             | Conservateur                |
|  | Tisdale                    | Hugh Evan Jones                    | Libéral                     |
|  | Touchwood                  | John Mason Parker                  | Libéral                     |
|  | Turtleford                 | Archibald B. Gemmell               | Libéral                     |
|  | Vonda                      | James Hogan                        | Libéral                     |
|  | Wadena                     | John Angus MacMillan               | Libéral                     |
|  | Weyburn                    | Robert Menzies Mitchell            | Libéral                     |
|  | Wilkie                     | Reuben Martin                      | Libéral                     |
|  | Willow Bunch               | Abel James Hindle                  | Libéral                     |
|  | Wynyard                    | Wilhelm Hans Paulson               | Libéral                     |
|  | Yorkton                    | Thomas Henry Garry                 | Libéral                     |
|  | France                     | Soldat Harris Turner               | Soldat Harris Turner        |
|  | Belgique                   | Capitaine Frederick Bagshaw        | Capitaine Frederick Bagshaw |
|  | Grande-Bretagne            | Lt. Col. James Albert Cross        | Lt. Col. James Albert Cross |

Notes:
1. 1 2 3  Active service vote

## Représentation
| Parti                    | Parti                    | Membres |
|                          | Libéral                  | 51      |
|                          | Conservateur             | 7       |
|                          | Indépendant              | 1       |
|                          | Active service vote      | 3       |
| Total                    | Total                    | 62      |
| Gouvernement majoritaire | Gouvernement majoritaire | 40      |

Notes:
1. ↑  Représentants des soldats servant à l'étranger.

Notes: 

## Élections partielles
Des élections partielles peuvent être tenues pour remplacer un membre pour diverses raisons:
| Circonscription | Député élu               | Parti               | Date de scrutin  | Motif |
| --------------- | ------------------------ | ------------------- | ---------------- | --- |
| Last Mountain   | Samuel John Latta        | Libéral             | 6 novembre 1917  | Latta tente une réélection après une nomination au cabinet                                                         |
| Moose Jaw City  | William Erskine Knowles  | Libéral             | 10 juin 1918     | Knowles tente une réélection après une nomination au cabinet                                                       |
| Saltcoats       | George William Sahlmark  | Libéral             | 11 juillet 1918  | James Alexander Calder se présente en politique fédérale                                                           |
| Estevan         | Robert Dunbar            | Libéral             | 24 octobre 1918  | George Alexander Bell démission de son siège                                                                       |
| Weyburn         | Charles McGill Hamilton  | Libéral             | 22 juillet 1919  | R M Mitchell est nommé superintendant de l'hôpital provincial de santé mentale                                     |
| Pelly           | Sarah Katherine Ramsland | Libéral             | 29 juillet 1919  | Max Ramsland, son mari, meurt en novembre 1918                                                                     |
| Kindersley      | Wesley Harper Harvey     | Fermier indépendant | 15 novembre 1919 | William Richard Motherwell démissionne pour protester contre le soutien des Libéraux provinciaux à la conscription |
| Weyburn         | Charles McGill Hamilton  | Libéral             | 15 juin 1920     | Hamilton tente une réélection après une nomination au cabinet                                                      |

Notes: 
1. ↑  Première femme à siéger à l'Assemblée législative de la Saskatchewan